# Kara dożywotniego pozbawienia wolności
Ten artykuł należy dopracować:

przedstawiono sytuację tylko z polskiej perspektywy – artykuł powinien być przekrojowy.
Pomóż go poprawić. Na stronie dyskusji mogą znajdywać się pomocne komentarze.
     Państwa, w których kara ta jest stosowana
     Państwa, w których kara ta jest stosowana tylko wobec mężczyzn
     Państwa, w których kara ta została zniesiona
     Brak danych

Kara dożywotniego pozbawienia wolności na świecie
Państwa, w których kara ta jest stosowana
Państwa, w których kara ta jest stosowana tylko wobec mężczyzn
Państwa, w których kara ta została zniesiona
Brak danych

Kara dożywotniego pozbawienia wolności (potocznie: dożywocie) – kara kryminalna polegająca na osadzeniu w zakładzie karnym od momentu uprawomocnienia się wyroku sądu do chwili śmierci skazanego, ewentualnie do momentu udzielenia przez sąd warunkowego przedterminowego zwolnienia. W krajach, w których jest stosowana kara śmierci, kara dożywotniego pozbawienia wolności funkcjonuje jako alternatywa dla niej. W krajach, w których kara śmierci nie istnieje, stanowi zazwyczaj najsurowszą sankcję przewidzianą w prawie karnym.

## Polska
Kara dożywotniego więzienia istniała w polskim prawie karnym do 1970 roku, kiedy to nowy Kodeks karny z 1969 roku zastąpił ją nową karą 25 lat pozbawienia wolności, będącą odrębnym rodzajem kary od tzw. terminowego pozbawienia wolności. Ponownie wprowadzono karę dożywotniego pozbawienia wolności w 1995 roku, nie rezygnując jednak z kary 25 lat pozbawienia wolności. Obie te kary, mające na celu głównie izolację i zabezpieczenie społeczeństwa przed najbardziej niebezpiecznymi przestępcami, utrzymał również obecnie obowiązujący Kodeks karny z 6 czerwca 1997 roku, znosząc jednocześnie karę śmierci. Od jego wejścia w życie 1 września 1998 roku, kara dożywotniego pozbawienia wolności jest najsurowszą możliwą karą w Polsce.
Kara dożywotniego pozbawienia wolności orzekana jest w przypadku najpoważniejszych przestępstw, gdy nawet kara pozbawienia wolności w wymiarze 30 lat byłaby zbyt łagodna. Jest ona bezterminowa, skazany na tę karę może na podstawie art. 78 § 3 k.k. ubiegać się o warunkowe przedterminowe zwolnienie po 30 latach (skazani za przestępstwo popełnione przed 1 października 2023 r. – po 25 latach) odbywania kary (okres próby trwa dożywotnio; przed 1 października 2023 r. – 10 lat, ponadto obowiązkowe jest oddanie takiego skazanego pod dozór kuratora sądowego). W szczególnie uzasadnionych wypadkach sąd, który orzekł karę dożywotniego pozbawienia wolności, może w swym wyroku ustanowić surowsze ograniczenie do skorzystania z warunkowego przedterminowego zwolnienia, np. 30, 40 lub 50 lat. Przed 1 października 2023 r. nie wolno było jednak orzec zakazu warunkowego przedterminowego zwolnienia ani ustanowić takiego ograniczenia, które w praktyce będzie oznaczało niemożliwość warunkowego zwolnienia. Od tego dnia sąd może w szczególnie uzasadnionych przypadkach zakazać warunkowego przedterminowego zwolnienia. Takie rozwiązanie jest jednak niezgodne z podpisaną przez Polskę Europejską Konwencją Praw Człowieka. Kary dożywotniego pozbawienia wolności nie orzeka się wobec sprawcy, który w czasie popełnienia przestępstwa nie ukończył 18 lat (art. 54 § 2 k.k.).
Zgodnie z obowiązującym kodeksem karnym karę dożywotniego pozbawienia wolności można orzec za następujące ciężkie przestępstwa:
- wszczęcie lub prowadzenie wojny napastniczej (art. 117 § 1 k.k.),
- ludobójstwo (zabijanie lub powodowanie ciężkiego uszczerbku na zdrowiu osób należących do określonej grupy wyznaniowej, narodowościowej, etnicznej, narodowej w celu jej całkowitego lub częściowego wyniszczenia) (art. 118 § 1 k.k.),
- masowy zamach przeciwko grupie ludności (zabijanie, powodowanie ciężkiego uszczerbku na zdrowiu lub stwarzanie warunków grożących biologicznej egzystencji grupie ludności) (art. 118a § 1 k.k.),
- szpiegostwo z udzieleniem temu wywiadowi wiadomości, której przekazanie może wyrządzić szkodę Rzeczypospolitej Polskiej, organizowanie lub kierowanie obcym wywiadem, ze strony funkcjonariusza publicznego albo połączone z dywersją, sabotażem lub przestępstwem o charakterze terrorystycznym (art. 130 § 2, 4, 5 i 7 k.k.),
- zamach skierowany przeciwko grupie ludności podjęty w celu wykonania lub wsparcia polityki państwa lub organizacji (zabijanie lub powodowanie ciężkiego uszczerbku na zdrowiu) (art. 118a § 1 k.k.),
- stosowanie środka masowej zagłady zakazanego prawem międzynarodowym (art. 120 k.k.),
- zabijanie jeńców wojennych, osób, które złożyły broń lub poddały się, rannych, chorych, rozbitków, personelu medycznego, osób duchownych, ludności cywilnej obszaru okupowanego (art. 123 § 1 k.k.),
- pozbawienie niepodległości państwa, oderwanie części jego terytorium (secesja), zmiana przemocą konstytucyjnego ustroju RP (art. 127 § 1 k.k.),
- dopuszczenie się zamachu na życie Prezydenta Rzeczypospolitej Polskiej (art. 134 k.k.),
- zabójstwo (art. 148 § 1–3 k.k.)
- spowodowanie ciężkiego uszczerbku na zdrowiu ze skutkiem śmiertelnym (art. 156 § 3 k.k.)
- zgwałcenie wobec małoletniego poniżej lat 15, ze szczególnym okrucieństwem, ze skutkiem ciężkiego uszczerbku na zdrowiu lub ze skutkiem śmiertelnym (art. 197 § 4 i 5 k.k.).